# مسابقات فرمول یک فصل ۱۹۶۸
مسابقات فرمول یک فصل ۱۹۶۸ در سال ۱۹۶۸ میلادی برگزار شد. در این مسابقات گراهام هیل (به انگلیسی: Graham Hill) از تیم لوتوس و با خودروی فورد به قهرمانی رسید وی که در آغاز مسابقه در خط ۲ قرار داشت، بهترین زمان خود را در دور ۰ به دست آورد و در مجموع صاحب ۴۸ امتیاز شد.